# Regnes vikings de Noruega
Els regnes vikings de Noruega (també anomenats Fylki i Ríki) foren petits territoris governats per nobles que tenien categoria de monarques absoluts. Aquests territoris formaren després el Regne de Noruega. Abans de la unificació de Noruega l'any 872 per Harald I, i durant el període de fragmentació després de la seua mort, el país es dividia en petits regnes, alguns grans com una petita vila i altres no diferien massa de l'actual divisió territorial com a comtats.
En temps primerencs d'Escandinàvia, cap al 700, hi havia un cert nombre d'entitats polítiques a Noruega. No se'n sap exactament quantes, ja que fluctuaven constantment amb herències i conquestes, però sembla que durant l'era vikinga, almenys hi havia nou regnes ben documentats a la Noruega occidental. L'arqueòleg Bergljot Solberg, basant-se en fonts històriques, en calcula una vintena en l'actual estat.
No hi ha una font escrita fiable que detalle el títol que tenien els governants d'aquestes entitats: reis, prínceps o jarls, tampoc sobre les fronteres definides entre uns i altres. Les sagues reials que esmenten aquests regnes no s'escriuen fins ben entrats els s. XII i XIII; per això n'hi ha un cert grau d'error. D'altra banda, la informació dels poemes dels skalds procedia sobretot de la tradició oral, i la fiabilitat de les dades continua debatent-se entre els historiadors. Entre les sagues destaca Heimskringla de Snorri Sturluson, que esmenta als governants d'aquests territoris com konungr (o rei), a Agder, Alfheim, Hedmark, Hordaland, Nordmøre, Romsdal, Rogaland, Romerike, Sogn, Solor, Sunnmøre, Trondelag, Vestfold i Viken. En el cas d'Hålogaland, el títol del governant era jarl (equivalent a comte), entre els quals ressaltaven els jarls de Lade a Trondheim, de gran influència política i militar, i els jarls de Møre. Depenent de la saga o la font d'informació, als governants també se'ls esmenta com a reis, hersirs, jarls o prínceps. Al llarg del s. IX, alguns dels territoris més menuts s'uniren fins a formar zones més àmplies, fins que Harald I unificà el regne sota el seu poder; de llavors ençà, molts d'aquests antics regnes es convertirien en comtats sota autoritat reial i amb alguna que altra temptativa de recobrar la independència.

## Història
Anterior a l'era vikinga hi ha un buit en la història de la zona d'uns centenars d'anys, però l'historiador Jordanes hi trobà zones amb els mateixos noms o semblances, petits regnes i nobles desconeguts hui. La font prèvia més fiable de l'historiador romà Claudi Ptolemeu dona breus cites sobre Noruega i els chaedini ('gent del país'). Potser la diferència entre els regnes no era prou important com per citar-los individualment. Abans Corneli Tàcit a Germania, capítol 44, descriu els suions, que estaven dividits en «civitates» (regnes?) al llarg de la costa escandinava i era un poble amb una flota inusual amb una mena especial de naus: tenien extrems semblants (aparentment sense proa ni popa) i es desplaçaven pels bancs costaners amb rems, per això no es diferenciaven gaire dels coneguts drakkar vikings de buc tinglat. Aquests regnes arribaven fins a l'Àrtic, o almenys fins a zones on els dies eren molt llargs.
Sembla clar que la Noruega habitada durant els temps de l'Imperi romà tenia la mateixa identitat cultural que Suècia, anomenats suions en fonts llatines.

### Els regnes noruecs
Les il·lustracions es basen en fonts procedents de diverses sagues nòrdiques del s. XIII. La fiabilitat històrica n'està discutida.

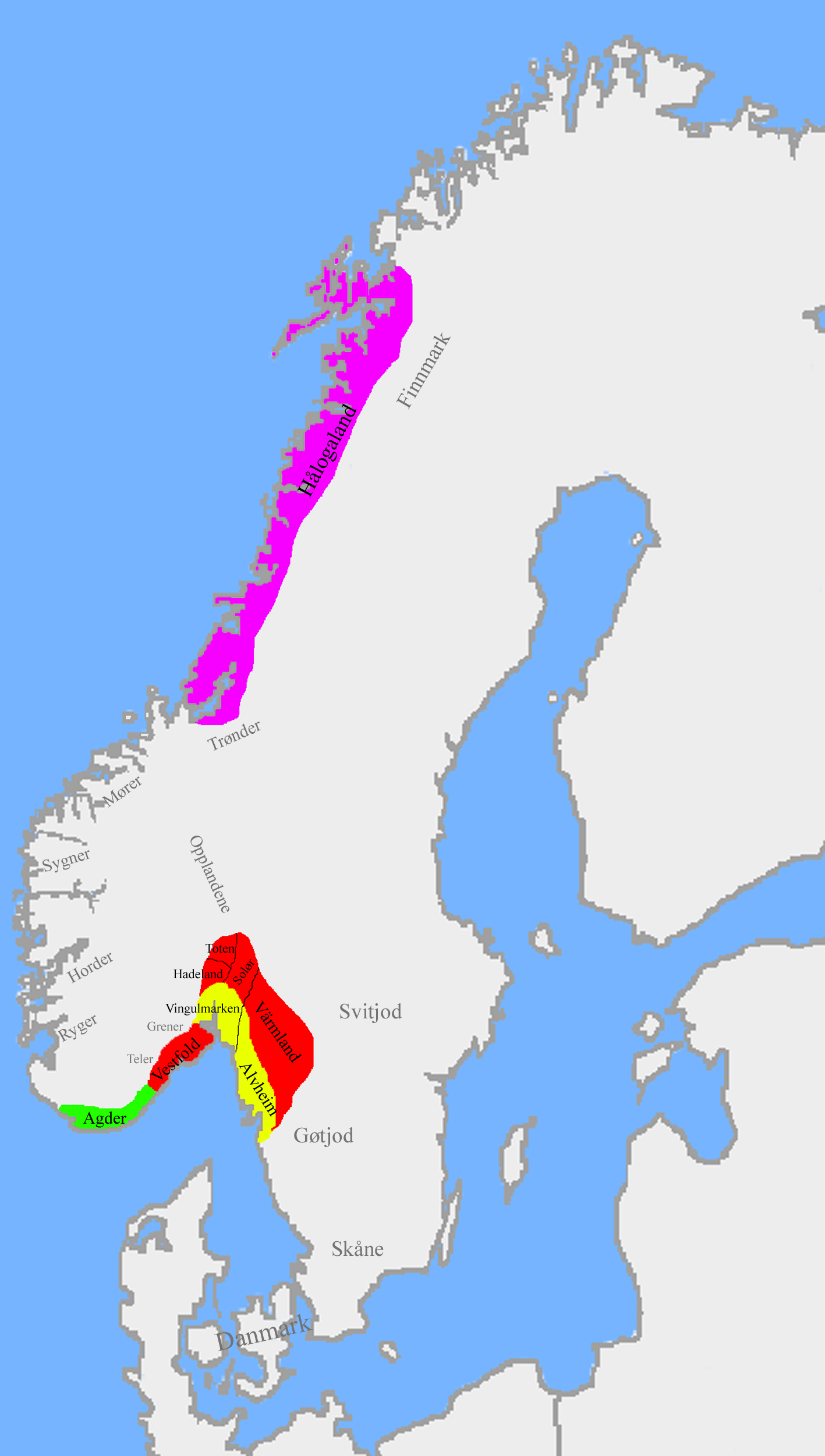
Regnes noruecs cap al 820 d. de C. a la mort de Gudrød el Caçador. Els més importants eren Vestfold (vermell), Hålogaland (morat), Alvheim (groc) i Agder (verd).
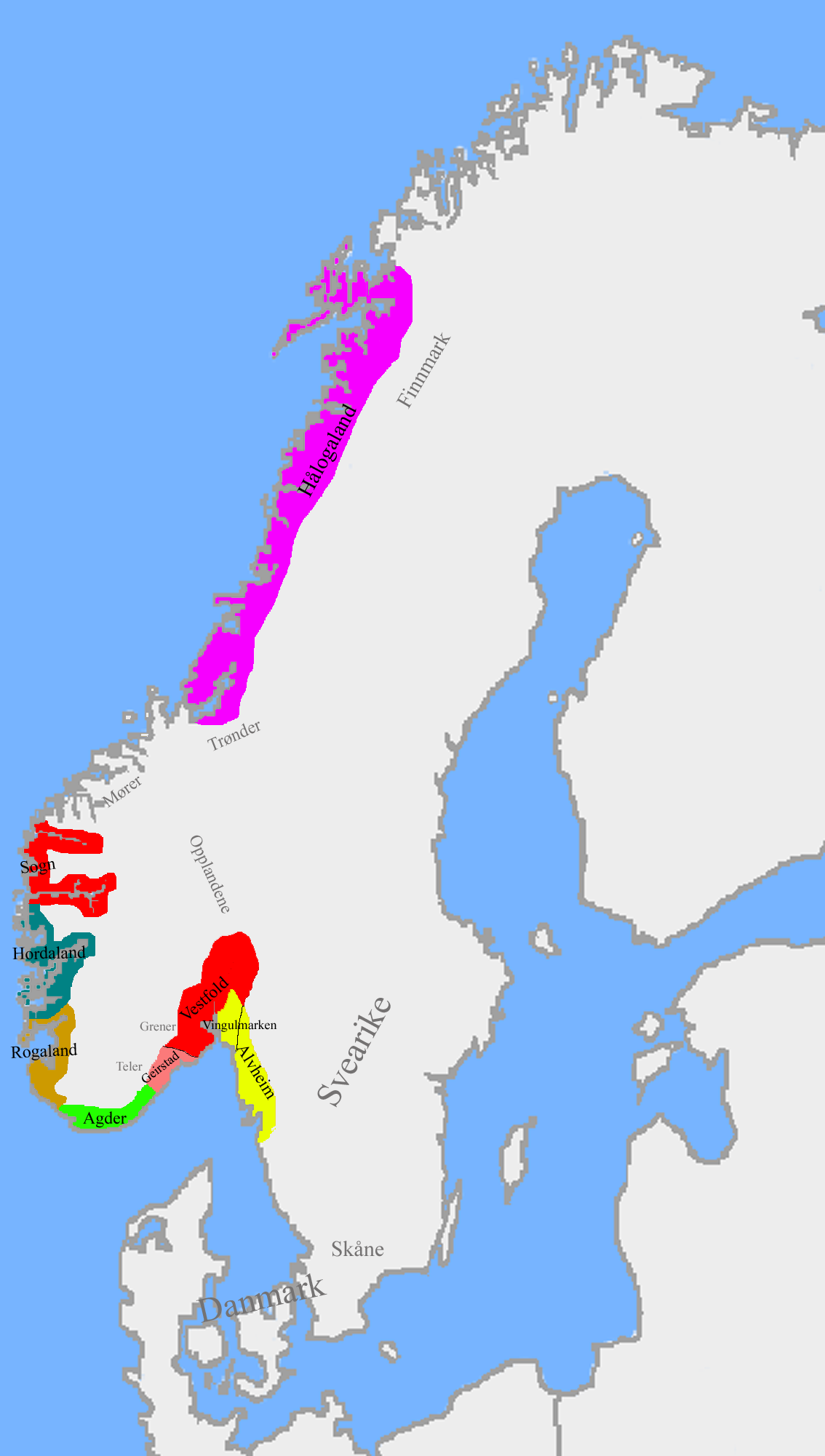
Regnes noruecs cap a 860 d. de C. a la mort de Halfdan el Negre. En vermell s'indica el regne heretat per Harald I.
Regnes noruecs cap a 872 d. de C. (el regne unificat es mostra en vermell) abans de la definitiva batalla de Hafrsfjord.
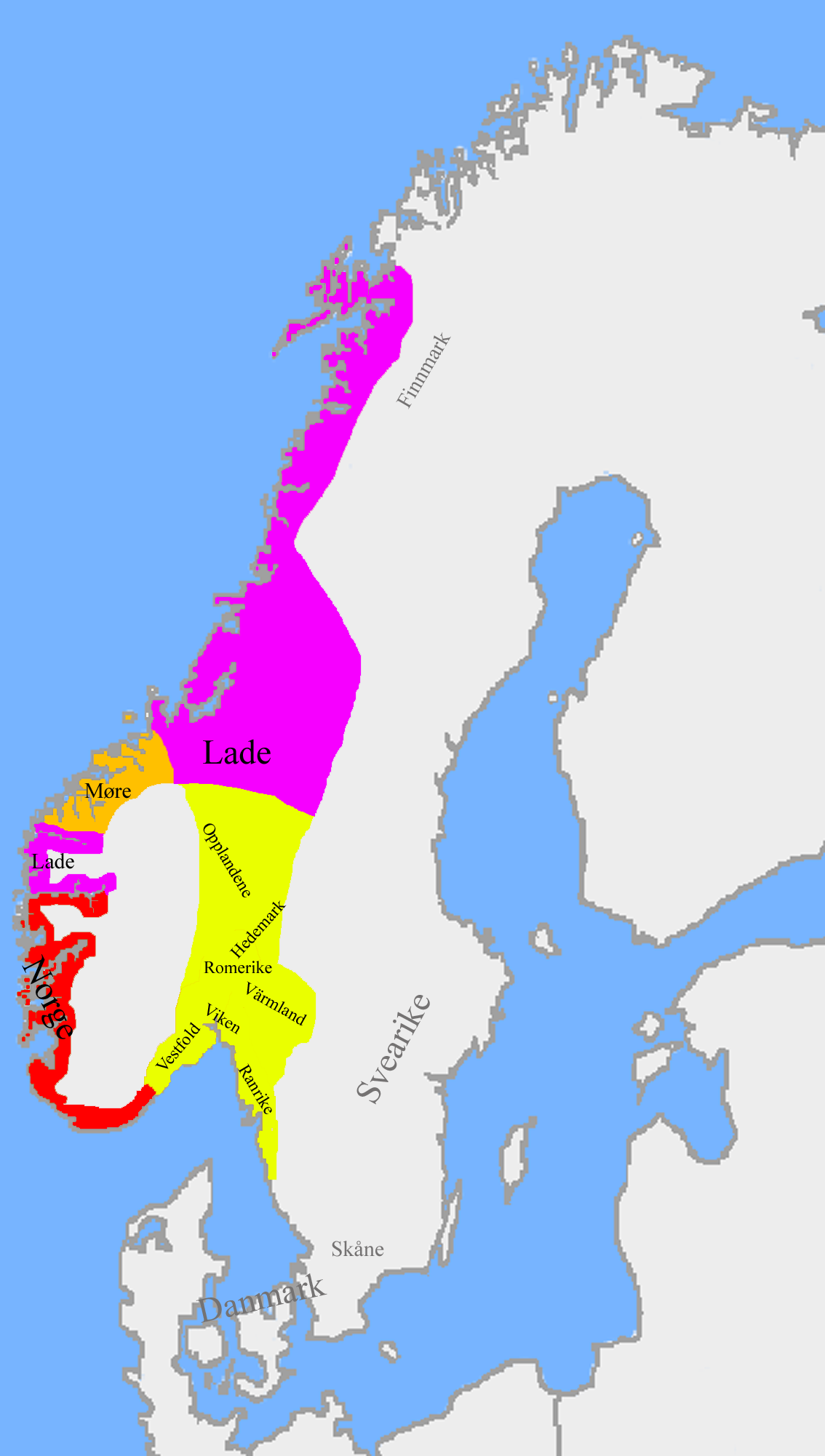
Divisió del regne del rei Harald I cap a 930 d. de C. En groc són regnes noruecs assignats als fills d'Harald i afins, en vermell els territoris sota el poder del Gran Rei, en morat els territoris dels jarls de Lade i en taronja els dominis dels jarls de Møre.
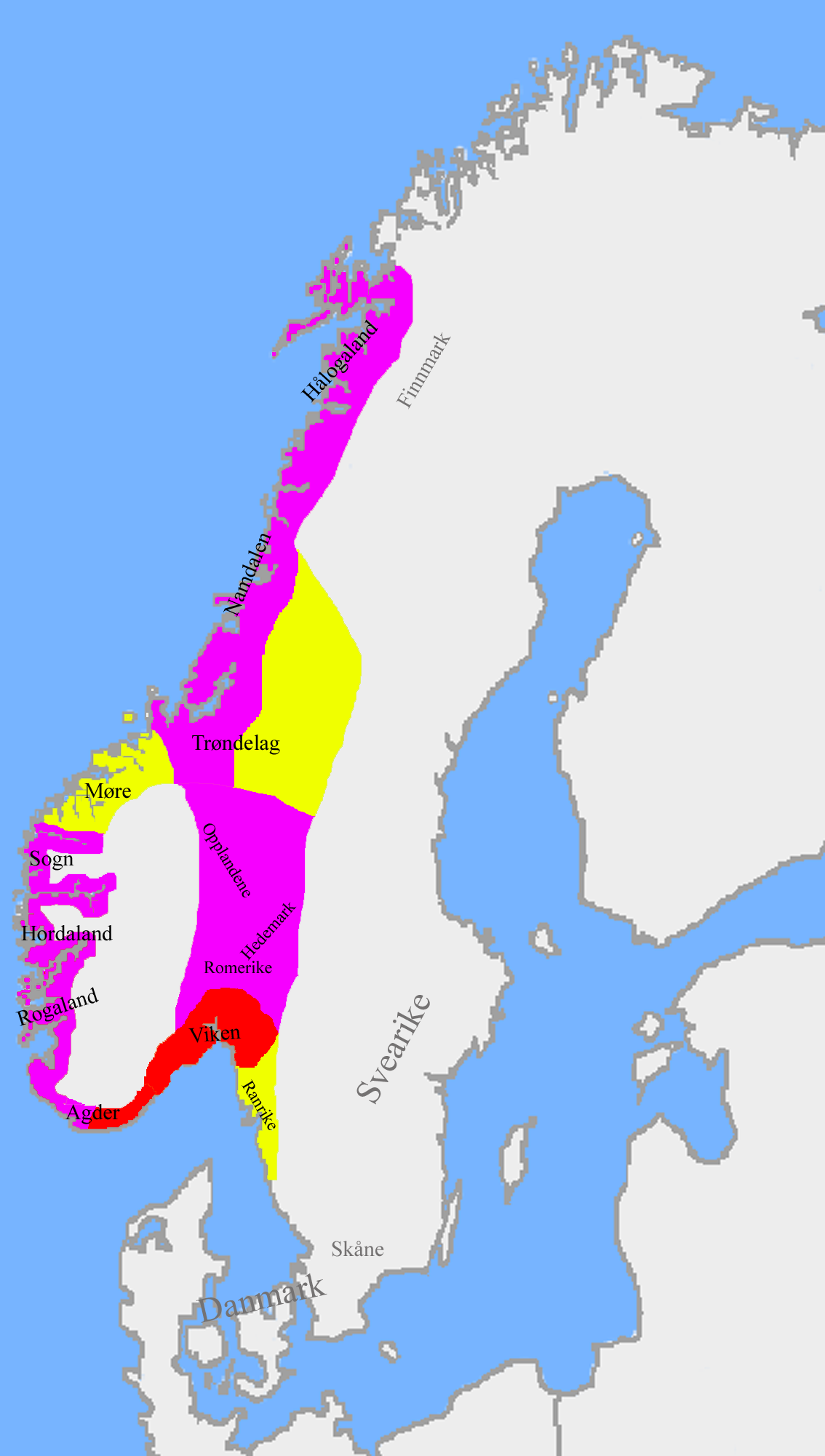
Divisió del regne després de la batalla de Svolder (1000) entre Suècia (en groc), Dinamarca (en vermell) i els Jarls de Lade (en morat).
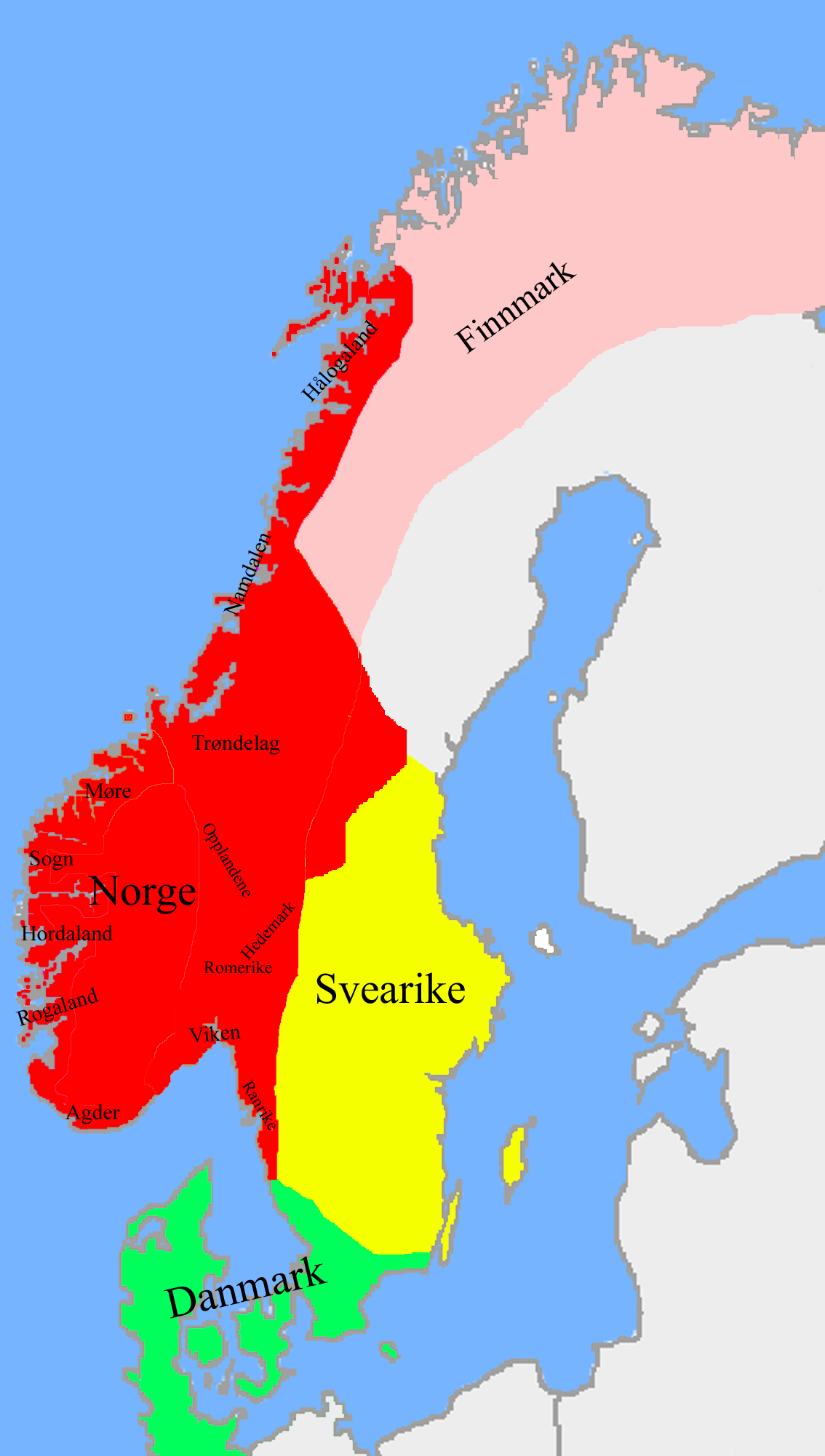
Unificació de Noruega durant el regnat d'Olaf II cap a 1020 dC. En color salmó Finnmark, territoris subjugats dels lapons que pagaven tribut als reis de Noruega.

## Fylki (petits regnes)
- Halogaland
- rostu
- Jämtaland

### Frostuping (c. 850)
- þróndalog interior
  - Verdœlafylki
  - Sparbyggjafylki
  - Eynafylki
  - Skeynafylki
- þróndalog exterior 
  - Strindafylki
  - Orkdoelafylki
  - Stiordœlafylki
  - Gauldœlafylki
  - Nordmoeri
  - Herjárdalr
  - Eystridalir
  - Gudbrandsdalir
  - Raumsdoelafylki
  - Fyrðafylki

### Gulating (c. 850)
- Sygnafylki
- Hórdafylki
- Rygjafylki
- Egtafylki
- Graenafylki
- þelamǫrk
- Alfheimar (hui pertany a Suècia)
- Vestfold
- Vilgumork
- Valdres
- Hringariki
- Numadalr (Numedalen)
- Haddingjadalr

### Eidsivating (c. 850)
- Raumafylki
- Hatafylki
- Heinafylki

### Vennesla (hui pertany a Dinamarca)
- Vennesla

### Gautaland (hui pertany a Suècia)
- Västergötland
- Dalsland
- Värmland
- Jaernbaeraland

### Halsingjaland
- Sunhed
- Skœn
- Norðanstig

### Finnmark
- Finnmark